# St. Hilarius (Eller)

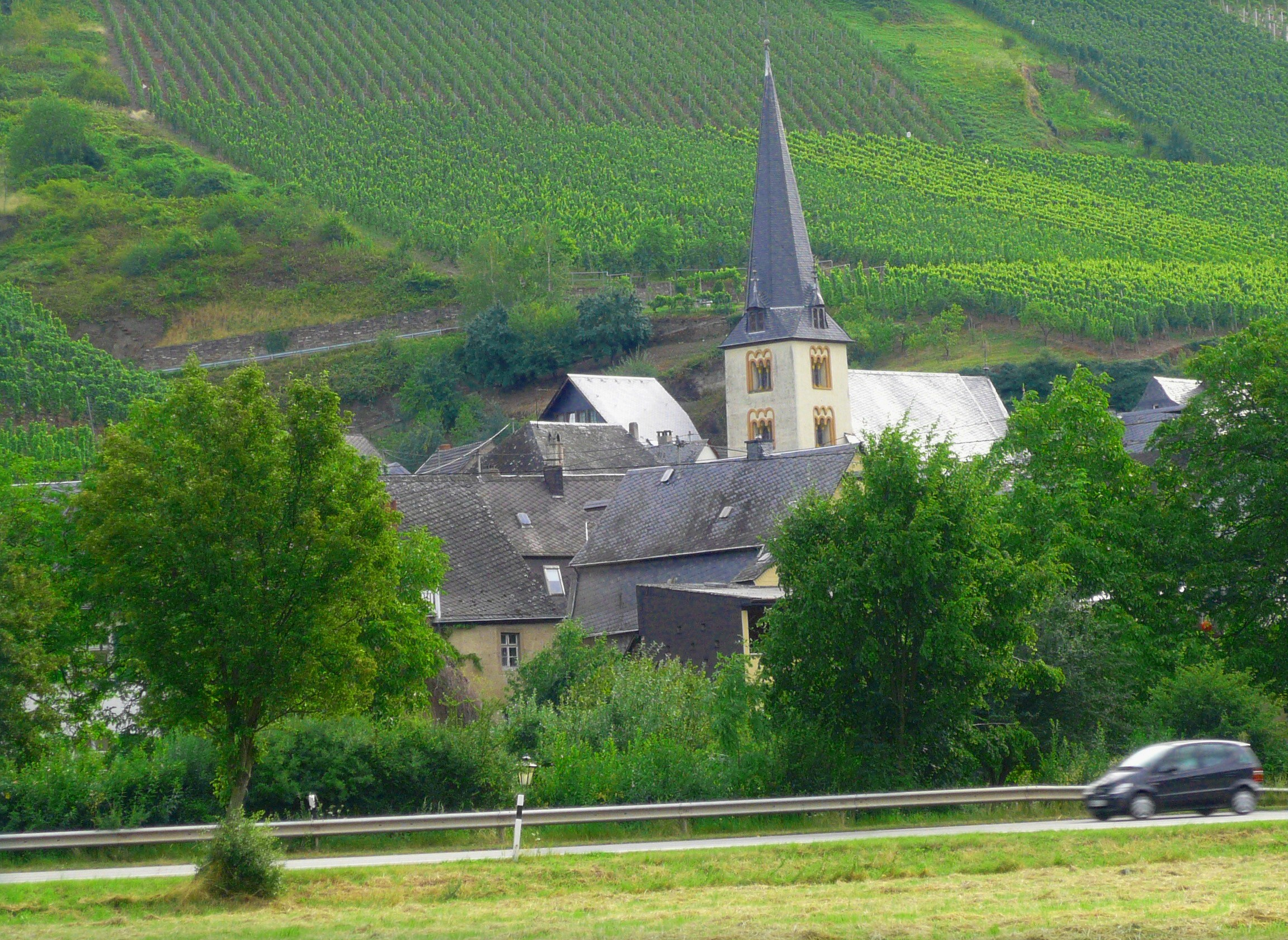
St. Hilarius

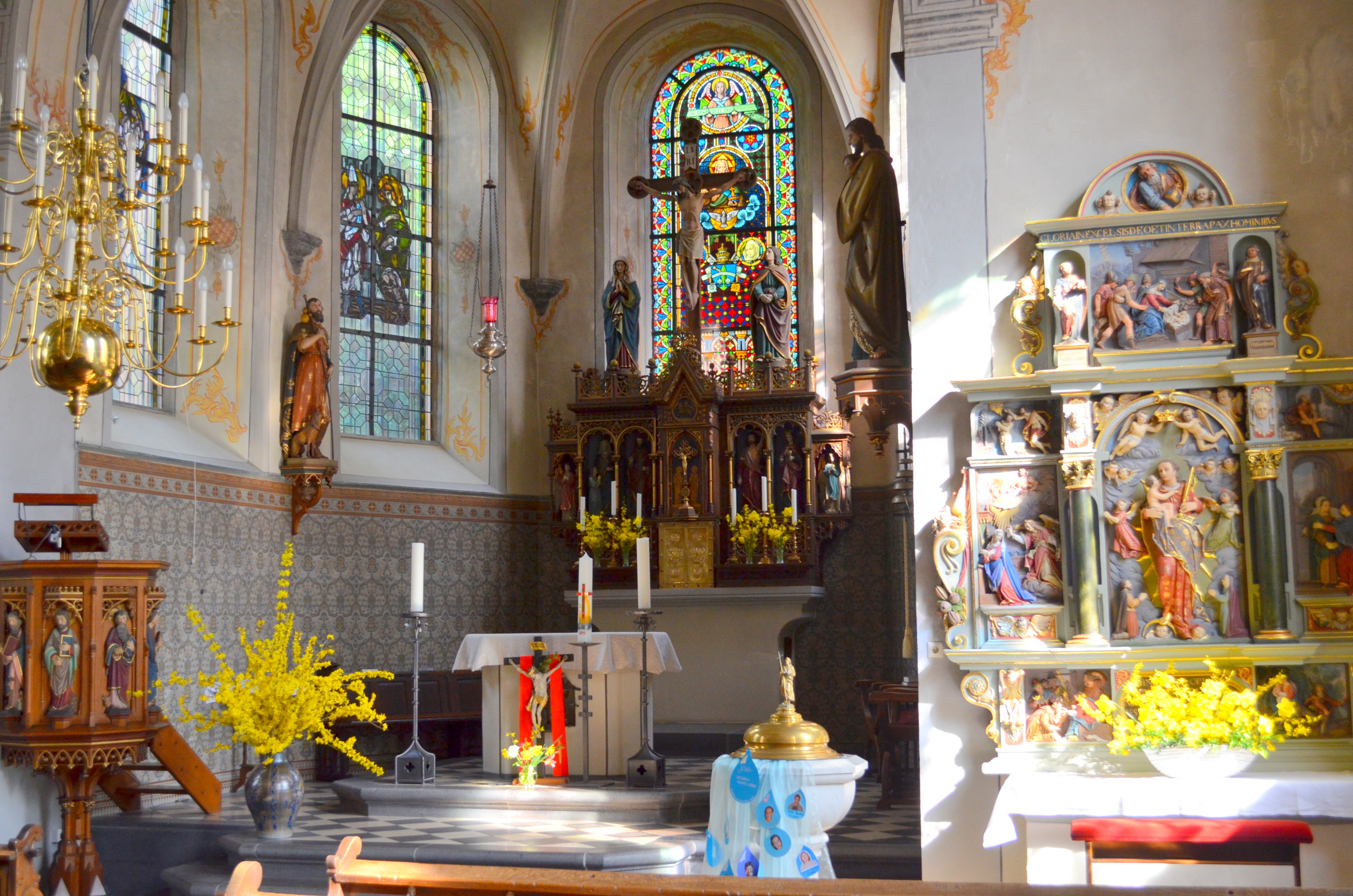
Altarraum

Die katholische Pfarrkirche St. Hilarius ist ein denkmalgeschütztes Kirchengebäude in Eller, einem Ortsteil von Ediger-Eller im Landkreis Cochem-Zell (Rheinland-Pfalz). Die Kirche befindet sich in der Bachstraße; unmittelbar gegenüber steht die Rochuskapelle.

## Geschichte und Architektur
Der Name des Ortes Eller ist von Elira abgeleitet und bezieht sich auf den hl. Hilarius, der von 315 bis 367 lebte und wirkte. Nach 517 missionierte hier der hl. Fridolin, er erbaute wohl ein Kloster zu Ehren des hl. Hilarius. 1097 wurde Eller zur Großpfarrei erhoben. Die dem hl. Hilarius gewidmete Kirche wurde erstmals 1027 urkundlich erwähnt. Der Glockenturm ist als Zeugnis der romanischen Epoche erhalten. Auf einer Säulenbasis ist eine heidnische Widmung an Jupiter enthalten. Die Pfarrei war seit 1238 der Kathedrale in Trier inkorporiert.
Der alte Bau wurde wohl um 1500 durch eine zweischiffige Hallenkirche ersetzt. Dem dann, im Verhältnis kleiner wirkenden Turm, wurde ein gotischer Helm aufgesetzt. Eine barocke Umgestaltung wurde im Neubau des Schiffes 1718 durchgeführt. Der Bau wurde 1852 mit einem Dachreiter bekrönt.

## Ausstattung
- Der barocke Hochaltar wurde 1737 von Johann Georg Maass aus Cochem gebaut.

## Glocken
- Jesus Maria von 1488
- Petrus und Paulus von 1524
- St. Hilarius von 1524